# Monte Musinè
De Musinè is een 1150 meter hoge berg in Italië. De berg ligt aan de noordelijke rand van het Italiaanse Valle di Susa. De berg markeert de start van de vallei aan de rechterzijde (wanneer men het dal inrijdt).

## Zie ook

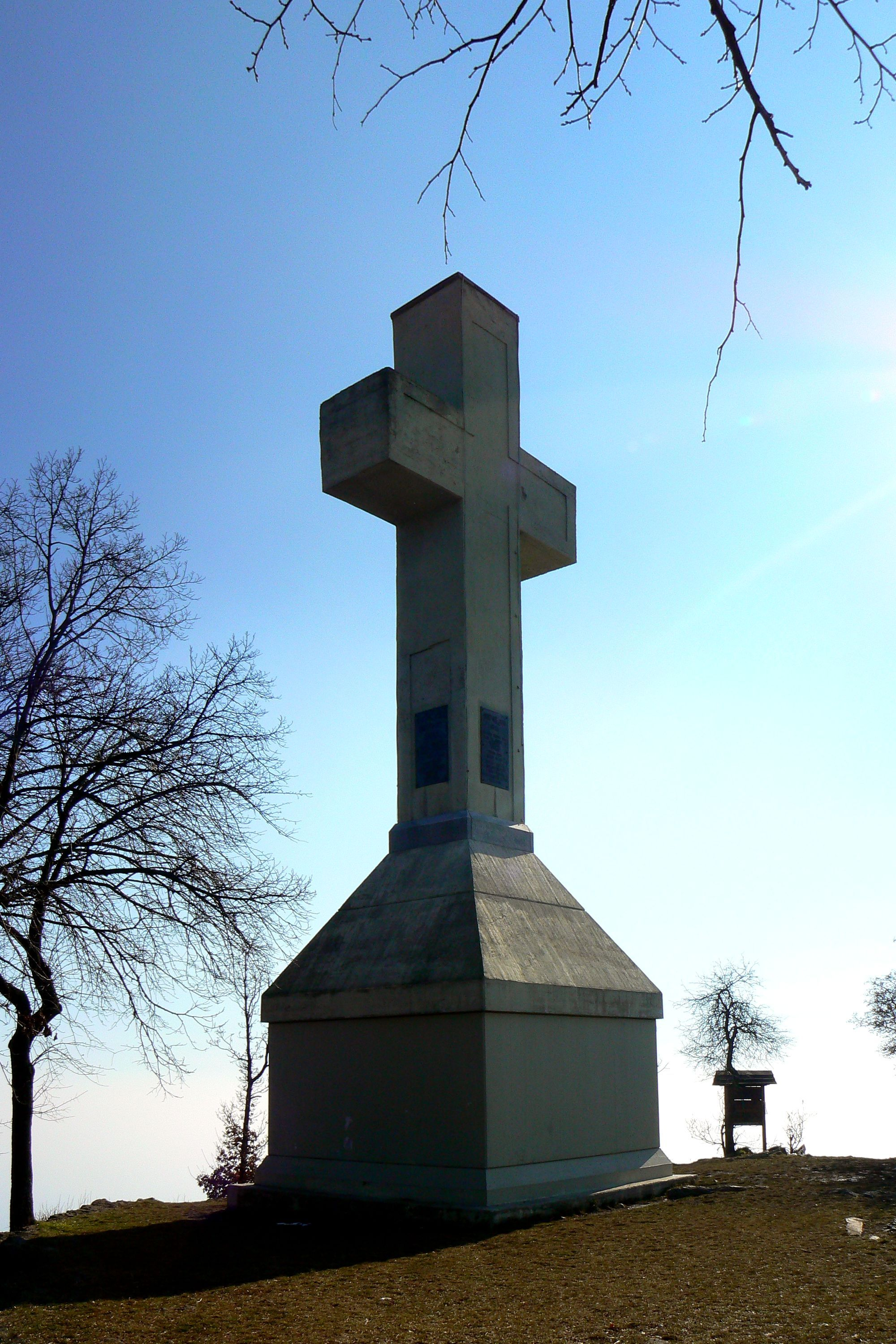
Kruis op de top, gebouwd in 1901.